# Chevrolet Kingswood
Chevrolet Kingswood – samochód osobowy klasy wyższej produkowany pod amerykańską marką Chevrolet w latach 1959–1960 oraz ponownie w latach 1969–1972.

## Pierwsza generacja

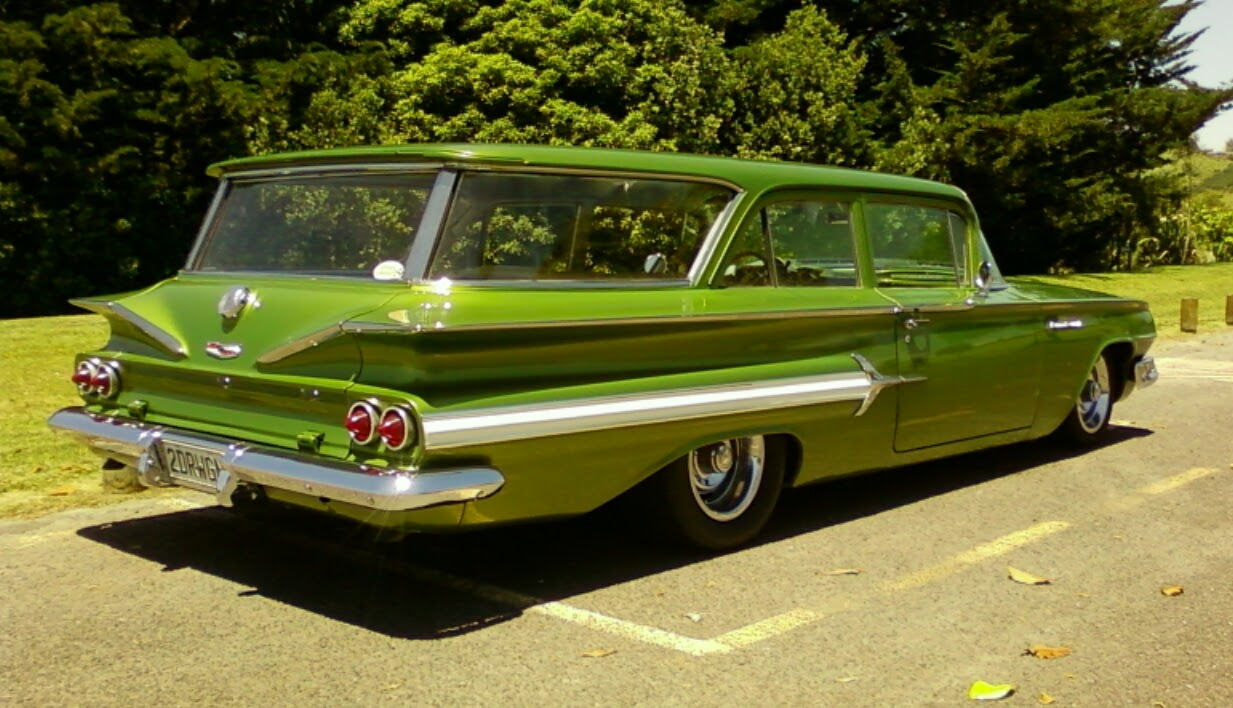
Chevrolet Kingswood I - tył

Chevrolet Kingswood I został zaprezentowany po raz pierwszy w 1959 roku.
Model Kingswood był elementem ofensywy Chevroleta w segmencie dużych, rodzinnych kombi, które cieszyły się dużą popularnością w Stanach Zjednoczonych w połowie XX wieku.
Pierwsza generacja modelu stanowiła uzupełnienie oferty wobec droższego modelu Brookwood, pozostając w ofercie producenta przez kolejne 2 lata.

### Silniki
- L6 2.3l
- V8 3.8l

## Druga generacja

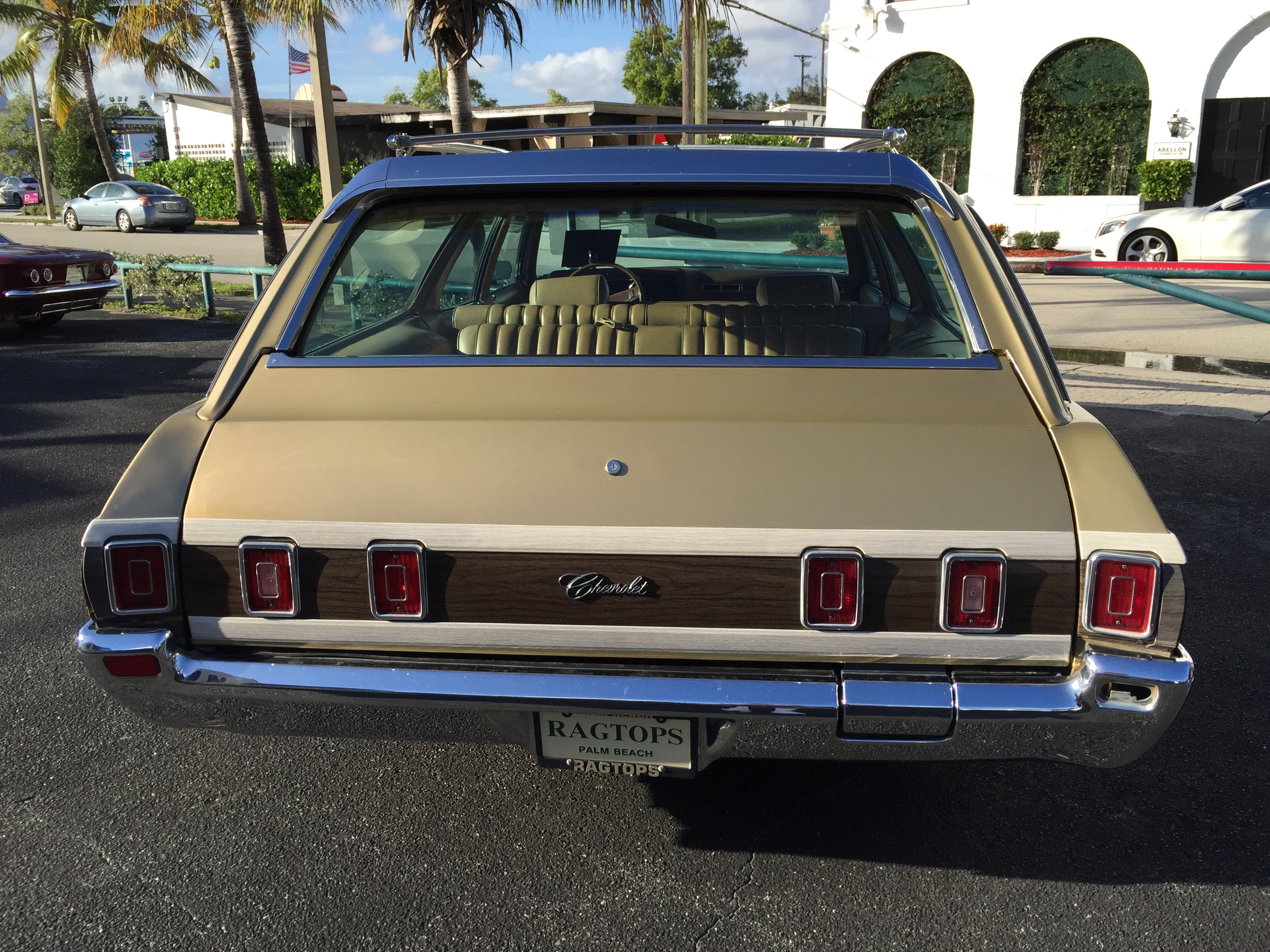
Chevrolet Kingswood II - tył

Chevrolet Kingswood II został zaprezentowany po raz pierwszy w 1969 roku.
Po ośmioletniej przerwie, Chevrolet zdecydował się przywrócić do sprzedaży linię modelową Kingswood jako bardziej budżetową alternatywę dla modelu Brookwood i zarazem lepiej wyposażoną wariację podstawowego modelu Townsman.
Charakterystycznymi cechami stylistyki Chevroleta Kingswood drugiej i ostatniej generacji była duża chromowana atrapa chłodnicy biegnąca przez całą szerokość pasa przedniego, a także potrójne, niewielkie tylne lampy utrzymane w formie oddalonych od siebie kloszy. Głównym konkurentem Kingswooda II był Ford Country Squire.

### Silniki
- V8 5.4l
- V8 5.7l
- V8 7.4l